# Rick van Drongelen
Rick van Drongelen (Axel, 20 december 1998) is een Nederlands voetballer die doorgaans als verdediger speelt. In de zomer van 2023 verkaste hij  van Rostock naar  Samsunspor.

## Clubcarrière

### Sparta Rotterdam
Van Drongelen begon met voetballen in zijn geboorteplaats bij AZVV,, waarna hij via Jeugd Voetbal Opleiding Zeeland (JVOZ) in 2012 in de jeugdopleiding van Sparta Rotterdam terechtkwam. Hij tekende op 25 januari 2015 zijn eerste profcontract, dat hem tot medio 2018 aan de club verbond.
Van Drongelen werd in de voorbereiding van het seizoen 2015/16 bij de selectie van het eerste elftal gehaald. Hij maakte op 8 juli 2015 zijn officieuze debuut voor de club, in een met 4−0 gewonnen oefenwedstrijd tegen VOC. Zijn officiële debuut volgde op 4 december 2015. Hij kwam die dag in de blessuretijd het veld in tijdens een met 3-1 gewonnen competitiewedstrijd tegen FC Volendam, als vervanger van Thomas Verhaar. Twee weken later startte hij voor het eerst in de basis tegen MVV Maastricht. Hij speelde de hele wedstrijd, welke met 6-0 werd gewonnen.
Van Drongelen maakte op 21 april 2016 voor het eerst een doelpunt in het betaald voetbal. Hij maakte die dag de 1-1 tijdens een met 3-1 gewonnen wedstrijd uit bij MVV Maastricht. Daarmee werd hij op een leeftijd van 17 jaar en 124 dagen de jongste doelpuntenmaker in de clubhistorie. Van Drongelen speelde in zijn eerste seizoen in het eerste van Sparta vijftien wedstrijden in de Eerste divisie en wist ook kampioen te worden. Hij verlengde in juni 2016 zijn contract bij de club tot medio 2019.
Van Drongelen maakte op 7 augustus 2016 zijn debuut in de Eredivisie, in de eerste wedstrijd van het seizoen tegen Ajax. Hij groeide dat seizoen uit tot een vaste waarde en kwam tot 34 officiële duels. Tevens reikte hij met Sparta tot de halve finale van de KNVB Beker, de beste prestatie sinds 2004.

### Hamburger SV
Van Drongelen tekende in augustus 2017 een contract tot medio 2022 bij Hamburger SV, de nummer veertien van de Bundesliga in het voorgaande seizoen. Dat betaalde circa €3.000.000,- voor hem aan Sparta. Hij maakte zijn debuut op 19 augustus 2017 in de seizoensopener tegen FC Augsburg (1-0 winst). Van Drongelen speelde dat jaar achttien wedstrijden, waarna hij met zijn ploeggenoten degradeerde naar de 2. Bundesliga. Daarin stond hij in het seizoen 2018/19 in alle 34 competitieronden in de basis.

## Clubstatistieken
| Seizoen | Club               | Land               | Competitie      | Competitie | Competitie | Beker | Beker | Totaal | Totaal |
| Seizoen | Club               | Land               | Competitie      | Wed.       | Dlp.       | Wed.  | Dlp.  | Wed.   | Dlp.   |
| ------- | ------------------ | ------------------ | --------------- | ---------- | ---------- | ----- | ----- | ------ | ------ |
| 2015/16 | Sparta Rotterdam   | Vlag van Nederland | Eerste divisie  | 15         | 1          | 0     | 0     | 15     | 1      |
| 2016/17 | Sparta Rotterdam   | Vlag van Nederland | Eredivisie      | 31         | 0          | 4     | 0     | 35     | 0      |
| 2017/18 | Hamburger SV       | Vlag van Duitsland | Bundesliga      | 18         | 0          | 0     | 0     | 18     | 0      |
| 2018/19 | Hamburger SV       | Vlag van Duitsland | 2. Bundesliga   | 34         | 2          | 5     | 0     | 39     | 2      |
| 2019/20 | Hamburger SV       | Vlag van Duitsland | 2. Bundesliga   | 32         | 0          | 2     | 0     | 34     | 0      |
| 2020/21 | Hamburger SV       | Vlag van Duitsland | 2. Bundesliga   | 4          | 0          | 0     | 0     | 4      | 0      |
| 2021/22 | 1. FC Union Berlin | Vlag van Duitsland | Bundesliga      | 0          | 0          | 0     | 0     | 0      | 0      |
| 2021/22 | → KV Mechelen      | Vlag van België    | Eerste klasse A | 10         | 0          | 0     | 0     | 10     | 0      |
| 2022/23 | → Hansa Rostock    | Vlag van Duitsland | 2. Bundesliga   | 18         | 1          | 0     | 0     | 18     | 1      |
| 2023/24 | Samsunspor         | Vlag van Turkije   | Süper Lig       | 30         | 3          | 2     | 0     | 32     | 3      |
| 2024/25 | Samsunspor         | Vlag van Turkije   | Süper Lig       | 25         | 3          | 0     | 0     | 25     | 3      |
| Totaal  | Totaal             | Totaal             | Totaal          | 217        | 10         | 13    | 0     | 230    | 10     |

Bijgewerkt op 16 maart 2025.

## Interlandcarrière
Van Drongelen maakte op 13 februari 2015 zijn debuut in Nederland onder 17. Hij speelde die dag mee in een met 0−7 gewonnen wedstrijd tegen Engeland -17, op het vriendschappelijke Algarve Tournament. Later speelde hij ook mee in kwalificatiewedstrijden voor het EK 2015. Van Drongelen werd in mei 2015 in de definitieve EK-selectie opgenomen en was in alle drie de duels basiskracht. Nederland onder 17 werd derde in de poule en was daarmee uitgeschakeld.
Van Drongelen speelde op 3 mei en 5 mei 2015 twee wedstrijden in Nederland onder 18, waarin hij aanvoerder was. Beide wedstrijden waren tegen Engeland. De eerste ging met 0−2 verloren, de tweede eindigde in 0-0. Van Drongelen maakte een maand later zijn debuut in het Nederlands voetbalelftal onder 19, tijdens een 9−0 zege op Gibraltar. Hij speelde de volledige wedstrijd. Tevens speelde hij mee in kwalificatiewedstrijden voor het EK 2016 in Duitsland. In september 2017 debuteerde hij in Jong Oranje, waar hij 18 wedstrijden speelde en twee keer scoorde. 

## Erelijst
| Kampioen Eerste divisie | 1x | 2015/16 |